# Kajetan Eßer
Kajetan Eßer, auch Cajetan Eßer  und Kajetan Esser, geboren als Johannes Eßer (* 28. Februar 1913 in Hamm (Düsseldorf); † 10. Juli 1978 in Mönchengladbach) war ein deutscher Franziskaner, Historiker und Franziskus-Forscher.

## Leben
Johannes Eßer war das zweite von neun Kindern des Gemüsegärtners Wilhelm Eßer und seiner Frau Maria, geb. Weitz; die Familie lebte in Hamm am Rhein („Kappes-Hamm“), sein Vater war Vorsitzender der Kreisvereinigung der Gemüsebauern. Johannes, der seine rheinische Sprechweise zeitlebens beibehielt, besuchte nach der Volksschule zunächst das Staatliche Hohenzollern-Gymnasium in Düsseldorf bis zur Untersekunda. 1930 wechselte er auf das Kolleg der Kölnischen Franziskanerprovinz („Colonia“) im niederländischen Exaten bei Roermond und legte dort 1933 das Abitur ab; sein Onkel, P. Titus Schwiertz († 1937) war Mitglied der Colonia.
Am 8. April 1933 trat Eßer in Aachen in den Franziskanerorden ein und erhielt den Ordensnamen Kajetan. In seinem Studium an der Hochschule der Colonia in Mönchengladbach prägten ihn besonders der Dogmatiker und Neutestamentler P. Thaddäus Soiron OFM und der Kirchenhistoriker P. Autbert Stroick OFM. Am 5. März 1939 empfing er in Aachen von Weihbischof Hermann Joseph Sträter die Priesterweihe. Nach kurzen Studienaufenthalten in Wien (1939) und Münster (1940) wurde er am 30. Mai 1940 als Sanitätssoldat zur Wehrmacht einberufen. Er blieb bis 1945 Soldat, zuletzt als Sanitätsfeldwebel, war jedoch dabei auch als Seelsorger tätig. 1941 gelang es ihm, ein Urlaubssemester an der Universität Köln zu verbringen. Nach kurzer Kriegsgefangenschaft kam er am 18. August 1945 nach Mönchengladbach zurück.

## Tätigkeit als Dozent und Seelsorger
Sofort nach der Rückkehr aus dem Krieg wurde Kajetan Eßer von Provinzialminister Cantius Stentz zum Lektor für Geschichte der Philosophie, Kirchen- und Provinzgeschichte am Studienhaus der Provinz in Mönchengladbach ernannt; gleichzeitig sollte er sein Promotionsstudium in Köln fortsetzen. Er schloss es am 1. März 1947 „mit Auszeichnung“ ab mit einer Dissertation zum Thema: „Das Testament des Heiligen Franziskus. Eine Untersuchung über seine Echtheit und seine Bedeutung“, die 1949 veröffentlicht wurde. Von 1948 bis 1953 war er neben seiner Tätigkeit an der Hochschule geistlicher Leiter der Christlichen Arbeiterjugend (CAJ) in Mönchengladbach, die ihn hierum gebeten hatte. Dieses Engagement fand seinen Niederschlag in mehreren Veröffentlichungen zur Arbeiterseelsorge. Ab 1948 wurde er auf seinen Wunsch von der Lehrtätigkeit für Ordens- und Provinzgeschichte entbunden. Neben der Geschichte der Philosophie hielt er Vorlesungen zur Liturgik, ab 1950 lehrte er stattdessen Soziologie. Er blieb mit diesen Fächern Dozent am Ordensstudium der Colonia in Mönchengladbach, bis dieses 1968 zugunsten des gemeinsamen Studienangebots der deutschen Franziskanerprovinzen in München aufgehoben wurde; in den letzten drei Jahren übernahm er zusätzlich wieder die Vorlesungen zur Ordens- und Provinzgeschichte.
Neben seiner Tätigkeit als Dozent wirkte er als Schwesternseelsorger und Beichtvater, vor allem bei den Benediktinerinnen der Abtei Mariendonk (1955–1970), er hielt Vorträge und Exerzitien in 20 weiteren Schwesterngemeinschaften. Seine Ordensprovinz nahm ihn gleichzeitig durchgängig für Leitungsaufgaben in die Pflicht: Von 1950 bis 1953 war er Definitor, von 1953 bis 1967 Magister für Klerikerstudenten und vor allem als Novizenmeister und Magister für den Nachwuchs bei den Laienbrüdern. 1962 wurde er nach Exaten versetzt und war im dortigen Konvent bis 1965 Guardian, danach bis 1967 Hausvikar. Am Ende dieser Mehrfachbelastungen, die er nicht immer ohne Widerspruch hinnahm, stand 1967 eine schwere Erkrankung. Auf dem Hintergrund seines Einsatzes für die Laienbrüder setzte er in den 1960er-Jahren wichtige Impulse für eine Aufhebung der ideellen und juristischen Zweiteilung des Franziskanerordens in eine Gemeinschaft aus Priestern und eine – geringerwertige – aus Laienbrüdern; Provinzial P. Michael Nordhausen (1962–1974) begann in der Colonia damit, diese Standesschranken abzubauen. Ein Angebot, eine Fachgruppe „Ordensbrüder in den Priesterorden“ bei der Vereinigung Deutscher Ordensoberer zu leiten, lehnte P. Cajetan wegen Arbeitsüberlastung ab.

## Franziskanische Forschungen
Kurz vor seiner Erkrankung konnte Kajetan Eßer in seiner Ordensprovinz erreichen, dass er von Aufgaben in der Provinz entlastet wurde und den Schwerpunkt seiner Tätigkeit auf die franziskanische Forschung und die Erarbeitung eines franziskanischen Leitbildes für die Strukturreformen infolge des Zweiten Vatikanischen Konzils legen konnte.
Bereits während seiner Studienzeit beschäftigte sich Kajetan Eßer intensiv mit umfangreicher Literatur zu Franz von Assisi, wie seine erhaltenen Notizen zeigen. 1948 schrieb er an seinen Provinzialminister P. Antonellus Engemann: „Du weißt, die entscheidende Aufgabe meines Lebens ist und bleibt der Dienst dafür, dass Person und Gestalt unseres hl. Vaters Franziskus uns immer mehr bekannt werden, damit wir seine Ideale in unserer Zeit entsprechend verwirklichen können.“ Die Liste seiner Veröffentlichungen weist nach seiner Dissertation 56 Monographien in verschiedenen Sprachen und 223 Artikel in Zeitschriften und Sammelwerken auf.
Die letzten zehn Jahre seines Lebens verbrachte Kajetan Eßer im franziskanischen Istituto S. Bonaventura in Grottaferrata in der Nähe von Rom, nachdem die Leitung des Franziskanerordens auf ihn aufmerksam geworden war. Einer Einladung zum Generalkapitel des Ordens 1967 konnte er wegen seiner Erkrankung nicht Folge leisten. Er widmete sich jetzt einer kritischen Ausgabe der Opuscula (verschiedene kleinere Texte des Franz von Assisi, erschienen 1976) sowie Arbeiten zur Ordensgeschichte. 1973 wurde er zum außerordentlichen Professor, 1975 zum Professor ernannt. Wegen seiner begrenzten Italienisch-Kenntnisse ließ er seine Vorlesungsmanusktripte von Mitbrüdern übersetzen und las sie vor. Für seinen Orden arbeitete er in einer Expertenkommission der Religiosenkongregation und war auch in Fragen einer nachkonziliaren Neuausrichtung der Orden in der Kirche für die Kongregation tätig. Er regte an, die Begründung der Gelübde stärker an den Aussagen des Neuen Testaments zu den Charismen auszurichten und das Ordensleben weniger aufgabenorientiert-funktional und mehr als Lebensform zu verstehen, geprägt nicht mehr von mittelalterlichem Feudaldenken, sondern stärker von einer „urchristlichen Fraternitas“.
Kajetan Eßer kehrte Ende 1977 nach Deutschland zurück. Seiner Gesundheit verschlechterte sich, er litt an einer Wirbelsäulenverkrümmung, und er starb am 10. Juli 1978 in Mönchengladbach.

## Veröffentlichungen (Auswahl)
- Das Testament des heiligen Franziskus von Assisi. Eine Untersuchung über seine Echtheit und seine Bedeutung. Münster 1949 (Vorreformationsgeschichtliche Forschungen 15).
- [Mit Lothar Hardick] Die Schriften des Hl. Franziskus von Assisi. (Einführung, Übersetzung, Auswertung) Werl 1951.
- Religiöses Leben der Werktätigen im Klima unserer Betriebe. Eschweiler 1956.
- Anfänge und ursprüngliche Zielsetzungen des Ordens der Minderbrüder. Leiden 1966.
- [Mit Engelbert Grau] Franziskanisches Leben. Gesammelte Dokumente. Werl 1968.
- Studien zu den Opuscula des Hl. Franziskus von Assisi. (Histor. Institut der Kapuziner) Rom 1973.
- Textkritische Untersuchungen zur Regula non bullata der Minderbrüder. (Ed. Collegii S. Bonaventurae ad Claras Aquas) Grottaferrata (Romae) 1974.
- Die Opuscula des hl. Franziskus von Assisi. Neue textkritische Edition (Spicilegium Bonaventurianum, 13), Grottaferrata (Romae) 1976 (2. Aufl. 1989).